# Фёдоровка (Заинский район)
Фёдоровка — село в Заинском районе Татарстана. Входит в состав Сармаш-Башского сельского поселения.

## География
Находится в восточной части Татарстана на расстоянии приблизительно 20 км на юго-восток по прямой от железнодорожной станции города Заинск.

## История
Основано в конце XVII — начале XVIII века. Упоминалась также как Иванаева.

## Население
Постоянных жителей было: в 1859—328, в 1897—735, в 1906—805, в 1913—916, в 1920—958, в 1926—590, в 1938—484, в 1949—389, в 1958—362, в 1970—257, в 1979—207, в 1989 — 88, в 2002 — 89 (татары 79 %, фактически кряшены), 82 в 2010.